# Melige urnkorstzwam
De melige urnkorstzwam (Sistotrema brinkmannii) is een schimmel die behoort tot de familie Hydnaceae. Hij leeft saprotroof op loofhout, naaldhout en Polyporaceae. Hij komt met name voor in loofbossen.

## Kenmerken
De basidia van Sistotrema brinkmannii variëren gewoonlijk 10-20 × 5-8 µm en sporen zijn 4-5 × 2-2,5 µm groot.

## Verspreiding
De melige urnkorstzwam komt in Nederland algemeen voor. Hij staat niet op de rode lijst en is niet bedreigd.